# Чистое Поле (городской округ город Бор)
Чи́стое По́ле — село в городском округе Бор Нижегородской области России . 
Входит в состав административно-территориального образования Линдовский сельсовет.
В селе имеется Церковь Спаса Нерукотворного Образа, построенная в 1848 году и находящаяся под государственной охраной как памятник градостроительства и архитектуры.
В селе расположено отделение Почты России (индекс 606465).
Поблизости: Бузуйки, Гусево, Заречный, Зрилки, Коровино, Крутец (Линдовский сельсовет), Николино-Кулига, Одинцы, Попово (Линдовский сельсовет), Родимиха, Святица, Сысаиха, Уткино (Линдовский сельсовет), Филимонцево, Язвицы.